# Colegio de Periodistas del Perú
El Colegio de Periodistas del Perú es una entidad gremial fundada el 1 de octubre de 1980 por la Ley de la República N.º 23221, que agrupa a profesionales en la rama del Periodismo, con el objetivo de representar al gremio de periodistas, defendiendo sus derechos y deberes, así como también velar por el debido ejercicio de la profesión periodística.

## Historia
Con la promulgación de la ley de profesionalización (Ley N.º 15630) durante el gobierno de Belaúnde Terry, en 1965, se da el primer paso para la posterior fundación del CPP. Su creación se da el uno de octubre de 1980 gracias a la ley 23221, durante el segundo gobierno de Fernando Belaúnde Terry. En ello fue de gran impulso la Federación de Periodistas del Perú (FPP).

## Consejo Nacional
La orden es regida por una directiva o Consejo Nacional que se elige cada dos años. El Consejo Nacional del período 2020-2021 es el siguiente:
| Cargo                                                | Nombre                          |
| ---------------------------------------------------- | ------------------------------- |
| Decana                                               | Ligia López De Castilla Delgado |
| 1° Vicedecana                                        | José García Sosaya              |
| 2° Vicedecano                                        | Vladimir Villón Andía           |
| Director Secretario                                  | Giullianna Agurto Tassara       |
| Director de Economía                                 | Alfredo Donayre Morales         |
| Directora de Asuntos Profesionales e Institucionales | María del Pilar Sánchez Llanos  |
| Directora de Asuntos Mutualistas y Sociales          | Haydee Gladys Cari Vargas       |
| Directora Comunicación y Publicaciones               | Juan Cambotd Ledesma            |
| Directora de Biblioteca                              | Mildred Arriaga Ledesma         |
| Director de Asuntos Regionales                       | DAniel Cumpa León               |

## Sede nacional
La sede del Consejo Nacional está en la Avenida César Canevaro 1468, en el distrito de Lince, Lima.